# Guianacara dacrya
Guianacara dacrya är en fiskart som beskrevs av Arbour och López-fernández 2011. Guianacara dacrya ingår i släktet Guianacara och familjen Cichlidae. Inga underarter finns listade i Catalogue of Life.